# Fernando del Paso

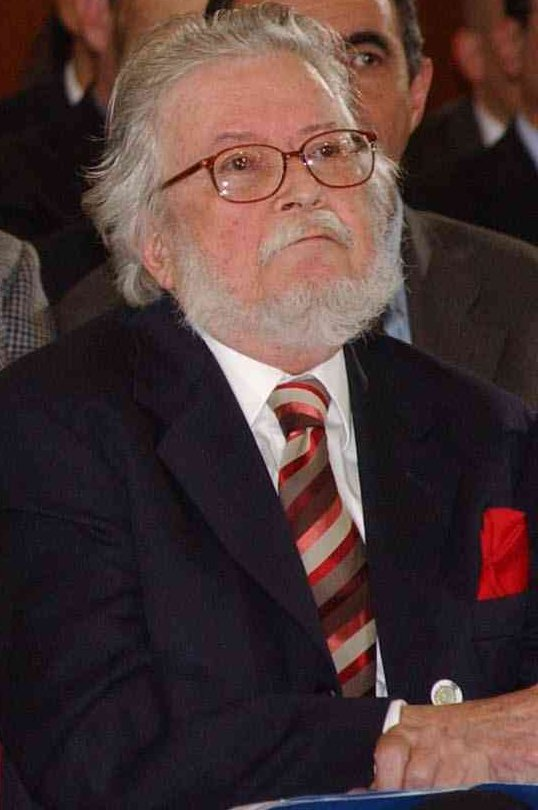
Fernando del Paso Morante (2004).

Fernando del Paso Morante (* 1. April 1935 in Mexiko-Stadt; † 14. November 2018 in Guadalajara) war ein mexikanischer Schriftsteller und Dichter.

## Leben
Fernando del Paso Morante studierte zwei Jahre Wirtschaft an der Universidad Nacional Autónoma de México (UNAM). Für 14 Jahre lebte er in London, wo er für die British Broadcasting Corporation (BBC) arbeitete, und in Frankreich, wo er für Radio France Internationale tätig war. Von 1989 bis 1992 war er in Paris zudem mexikanischer Generalkonsul. Auch als Maler wurde er bekannt.
1992 kehrte del Paso nach Mexiko zurück und übernahm dort die Leitung der Biblioteca Iberoamericana "Octavio Paz" der Universidad de Guadalajara. Seit 1996 war er Mitglied des Colegio Nacional de México.

## Werk
Fernando des Paso war ein Vertreter des mit phantastischen Elementen durchsetzten historischen Romans, in denen er die Entstehung der mexikanische Identität und den Einfluss des Kolonialismus reflektierte. Aber auch aktuelle Themen verarbeitete er in teils satirischer Form. Anregungen bezog er aus der aztekischen Mythologie, aus dem barocken Schelmenroman sowie von Laurence Sterne und James Joyce. Am bekanntesten wurde sein Roman Noticias del Imperio (1987) über das zweite mexikanische Kaiserreich unter Maximilian I. und Kaiserin Carlota, die für ihren träumerischen Gatten faktisch die Geschäfte führte. Das Buch behandelt die historischen Ereignisse aus der retrospektiven Sicht Carlotas und zahlreicher anderer Akteure. Innerhalb von zehn Jahren wurde das Buch zwanzig mal aufgelegt. 2007 wurde es von der Zeitschrift Nexos als das beste mexikanische Buch der letzten dreißig Jahre gewählt. Es wirkte entscheidend auf andere Autoren wie die Kubaner Leonardo Padura und Fernando Velázquez Medina.

## Auszeichnungen
- 1966: Premio Xavier Villaurrutia de escritores para escritores
- 1970: Guggenheim-Stipendium
- 1976: Mexico Novel Award
- 1980: Guggenheim-Stipendium
- 1982: Rómulo-Gallegos-Preis
- 1985: Best Novel Published in France Award für Palinurus of Mexico
- 1985: Casa de las Américas
- 1986: Preis Radio Nacional de España
- 1987: Mazatlán
- 1991: Premio Nacional de Lingüística y Literatura
- 2007: Preis der Feria Internacional del Libro (FIL)
- 2007: Benennung der Bibliothek der Universidad de Guadalajara in Ocotlán (Jalisco) in Biblioteca Fernando del Paso
- 2015: Cervantespreis[2]

## Schriften (Auswahl)
Prosa
- Palinurus von Mexiko. Roman („Palinuro de México“). Übersetzt von Susanne Lange. Frankfurter Verlagsanstalt, Frankfurt am Main 1992, ISBN 3-627-10215-0.
- José Trigo. Novela. Neuaufl. Bibliotex, Barcelona 2001, ISBN 84-8130-298-8.
- Nachrichten aus dem Imperium. Roman („Noticias del Imperio“). Aus dem Spanischen übersetzt von Lutz Kliche. Hammer Verlag, Wuppertal 1996, ISBN 3-87294-712-5.
- Linda 67. Roman („Linda 67. Historia de un crimen“). Aus dem Spanischen übersetzt von Susanna Mende. Knaur, München 2000, ISBN 3-426-61614-9.

Lyrik
- Sonetos del amor y de lo diario. Editorial Vuelta, Ciudad de México 1997, ISBN 968-7656-09-3.
- PoeMar (Reihe Letras Mexicanas). Fondo de Cultura Económica (FCE), Mexiko-Stadt 2004, ISBN 968-16-7330-1.

Sachbücher
- Die Küche Mexikos (La cocina mexicana de Socorro y Fernando del Paso.). Übersetzt von Georg Oswald. Wien: Mandelbaum Verlag 2021, ISBN 978-3-85476-863-0.